# 1881 en Grèce
Chronologie de la Grèce
- 1877
- 1878
- 1879
- 1880
- 1881
- 1882
- 1883
- 1884
- 1885

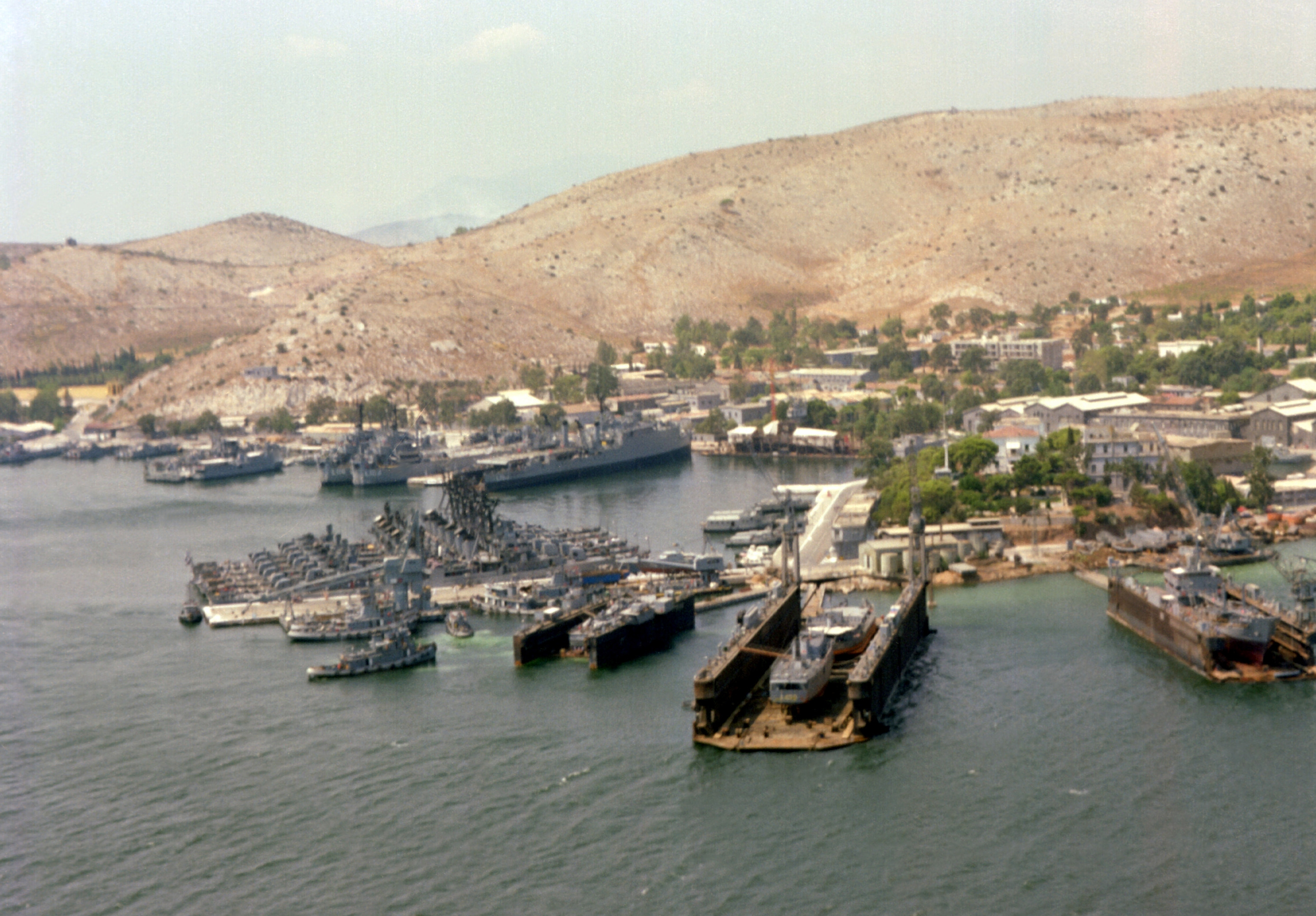
Création de la base navale de Salamine.

Cette page concerne les évènements survenus en 1881 en Grèce  :

## Évènement
- 3 avril : L'île de Chios est touchée par un puissant séisme
- 2 juillet : Convention de Constantinople
- 20 décembre : Élections législatives

## Création
- Base navale de Salamine
- École américaine d'études classiques à Athènes

## Dissolution
- Ligne Arta–Vólos (en)

## Naissance
- Giánnis Aggélópoulos (el), chanteur.
- Periklís Argyrópoulos, personnalité politique.
- Chrysanthe Ier d'Athènes, archevêque d’Athènes.
- Galatée Kazantzaki, écrivaine.
- Phaídon Koukoulés (el), historien.

## Décès
- Aristídis Dósios, économiste et banquier.
- Déspina Maniátis (el), épouse du Premier ministre grec Konstantínos Kanáris.
- Nikólaos Tritákis (el), militaire.